# Michał Chylewski
Michał Chylewski (ur. w 1787 w Szczurowej koło Krakowa, zm. w 1848 w Kaliszu) – polski malarz, oficer zawodowy, uczestnik powstania listopadowego.
Malował przede wszystkim obrazy batalistyczne. Od 1835 mieszkał w Kaliszu.